# シェフとギャルソン、リストランテの夜
『シェフとギャルソン、リストランテの夜』（原題：Big Night）は、1996年に公開されたアメリカ映画。監督は、俳優のスタンリー・トゥッチとキャンベル・スコットが共同で担当し、脚本はトゥッチと彼のいとこのジョセフ・トロピアーノが担当している。ビデオ・DVDの題名は『リストランテの夜』となっている。

## ストーリー
1950年代、アメリカ東部ニュージャージーの田舎町。イタリアからの移民である弟のセコンド（スタンリー・トゥッチ）と兄のプリモ（トニー・シャルーブ）は、イタリア料理のレストランを営んでいる。セコンドは店の経営とギャルソンを担当し、プリモはシェフとして料理を作り、甥のクリスチアーノ（マーク・アンソニー）も一緒に働いている。
才能あるシェフであるプリモは祖国イタリアの本格的な味にこだわっているが、アメリカ人とは感性が合わず、客はほとんど入ってこない。いよいよ経営が行き詰まり、セコンドは銀行に借金返済の猶予を頼み込むが、にべもなく断られてしまう。恋人のフィリスはセコンドとの結婚を望んでいるが、他にも愛人がいるセコンドは、店の経営難を理由に煮え切らない態度をとっている。
一方、通りの向かいでは、アメリカ人向けのイタリア料理を出すパスカルのレストランが、毎夜にぎわっている。自分の料理の純粋さに誇りを持つプリモは、パスカルの店が出す料理を許すことができない。パスカルはセコンドに、プリモと一緒に自分の店で働くよう誘うが、セコンドは兄の信念を理由にそれを断っている。
銀行による店の差し押さえが迫るなか、セコンドは兄に内緒でパスカルに借金を頼むが、パスカルは金を貸すことはできないと断る。しかし、かわりに知り合いの有名なジャズ・シンガーであるルイ・プリマに、セコンドとプリモの店を訪れるよう頼んでくれるという。セコンドは、兄にはパスカルの助力であることを隠しながら、店と自分たちの人生のため、ルイ・プリマを主賓とするパーティの準備にとりかかる。 

## キャスト
※括弧内は日本語吹替
- セコンド - スタンリー・トゥッチ（江原正士）
- プリモ - トニー・シャルーブ（牛山茂）
- フィリス - ミニー・ドライヴァー（湯屋敦子）
- パスカル - イアン・ホルム（山野史人）
- ガブリエラ - イザベラ・ロッセリーニ（塩田朋子）
- クリスチャーノ - マーク・アンソニー
- ボブ - キャンベル・スコット（後藤敦）
- アン - アリソン・ジャネイ（野沢由香里）
- 融資担当者 - ピーター・マクロビー（伊藤和晃）
- スタッシュ - アンドレ・ベルグレイダー（北川勝博）
- アルベルト・N・ピサーニ - パスクェイル・カジャーノ（藤本譲）
- 女性歌手 - クリスティーン・トゥッチ
- レオ - リーヴ・シュレイバー

## スタッフ
- 監督：スタンリー・トゥッチ、キャンベル・スコット
- 製作：ジョナサン・フィレイ
- 脚本：ジョセフ・トロピアーノ、スタンリー・トゥッチ
- 撮影：ケン・ケルシュ
- 音楽：ゲイリー・デミシェル
- 編集：スージー・エルミガー

日本語版スタッフ
- 字幕翻訳：松浦美奈
- 吹替翻訳：芝谷真由美
- 吹替演出：蕨南勝之

## 評価

### 批評家の反応
批評家からは高評価を受けており、Rotten Tomatoesでは、54件のレビュー中96%が本作を支持し、平均点は8.1/10となった。Metacriticでは、23人の批評家レビューに基づいて80点となった。

### 受賞とノミネート
| 賞                               | 部門                   | 候補                                        | 結果       |
| -------------------------------- | ---------------------- | ------------------------------------------- | ---------- |
| ボストン映画批評家協会賞         | 脚色賞                 | スタンリー・トゥッチ ジョセフ・トロピアーノ | 受賞       |
| 放送映画批評家協会賞             | 作品賞                 | 『シェフとギャルソン、リストランテの夜』    | ノミネート |
| インディペンデント・スピリット賞 | 第一回脚本賞           | スタンリー・トゥッチ ジョセフ・トロピアーノ | 受賞       |
| インディペンデント・スピリット賞 | 第一回作品賞           | 『シェフとギャルソン、リストランテの夜』    | ノミネート |
| インディペンデント・スピリット賞 | 主演男優賞             | トニー・シャルーブ                          | ノミネート |
| インディペンデント・スピリット賞 | 主演男優賞             | スタンリー・トゥッチ                        | ノミネート |
| ニューヨーク映画批評家協会賞     | 新人監督賞             | スタンリー・トゥッチ キャンベル・スコット   | 受賞       |
| サテライト賞                     | 主演男優賞(ドラマ部門) | スタンリー・トゥッチ                        | ノミネート |